# World of Illusion Starring Mickey Mouse and Donald Duck
World of Illusion Starring Mickey Mouse and Donald Duck (с англ. — «Мир Иллюзий: В главных ролях Микки Маус и Дональд Дак») — видеоигра в жанре платформер, разработанная и изданная компанией Sega эксклюзивно для приставки Mega Drive/Genesis в 1992 году. Является продолжением Castle of Illusion Starring Mickey Mouse.

## Игровой процесс

Игра за Микки Мауса. На мышонка нападают враги, которых можно атаковать с помощь магического плаща

World of Illusion Starring Mickey Mouse and Donald Duck представляет собой платформер, выполненный в двухмерной графике. Игроку предоставляется на выбор два персонажа — Микки Маус и Дональд Дак, возможна также игра за двух персонажей в кооперативном режиме для двух игроков. Все три варианта игры — за одного из двух персонажей и за обоих — значительно различаются между собой уровнями. В случае кооперативного прохождения персонажи часто должны взаимодействовать друг с другом — например, одни персонаж вынужден поднимать к себе на верёвке другого. Оба персонажа имеют магический плащ, который позволяет атаковать врагов — для повержения некоторых из них достаточно одного взмаха плаща, для других же требуется большее количество взмахов. Здоровье персонажа определяется количеством карт. Если персонаж игрока будет подвержен атаке врага или наткнётся на опасный объект, то здоровье уменьшится на одну карту. Если все карты будут потеряны, теряется жизнь. Падение в бездонные пропасти и соприкосновение с некоторыми опасными объектами сразу приводит к потери жизни. При кооперативном прохождении, если один из персонажей потеряет все карты, то другой найдёт его в дальнейшем участке уровня, а количество жизней остаётся прежним. На уровнях можно найти различные бонусные объекты, среди которых есть пополнение карт здоровья, неуязвимость и другое. Некоторые небольшие уровни, путь в которые может быть найден на основных уровнях, являются необязательными и служат только для получения дополнительных бонусов. После некоторых уровней предстоит битва с боссом. При победе над боссом из него появляется сундук с заклинанием, которое используется для прохождения следующих уровней.

## Сюжет
Микки и Дональд репетировали своё магическое шоу. Случайно они обнаружили за занавесом множество старых вещей. Дональд увидел среди них странный ящик, и подумал, что его можно было бы использовать в шоу, несмотря на предостережения Микки. Как только Дональд зашёл в ящик, он исчез, и, встревоженный произошедшим, Микки последовал за ним. Герои переместились в мир иллюзий, где волшебник — правитель этого мира — сказал Микки и Дональду, что может освободить их только в том случае, если они пройдут через множество опасных мест, выучат новые заклинания и смогут его победить. Герои отправляются в различные места мира иллюзий, побеждают врагов и находят старинные свитки с древними заклинаниями, которые помогают им в дальнейших приключениях. Микки и Дональд успешно добираются до волшебника и им удаётся его победить. Волшебник называет героев великими магами, так как его до этого никому не удавалось победить, и возвращает Микки и Дональда в их мир. Герои устраивают шоу, в ходе которого аудитория зала аплодирует им.

## Разработка и выход игры
За разработку World of Illusion Starring Mickey Mouse and Donald Duck была ответственна компания Sega, она же выступила издателем. Игра задумывалась продолжением Castle of Illusion Starring Mickey Mouse и стала второй диснеевской игрой в цикле Illusion. По сравнению с предшественником, значительным улучшениям подверглись графика и звуковое сопровождение, к Микки Маусу присоединился новый игровой персонаж — Дональд Дак (как следствие, появилась возможность кооперативного прохождения для двух игроков), а сама игра задумывалась эксклюзивом для Mega Drive/Genesis. При создании уровней мира иллюзий разработчики черпали вдохновение из других медиафраншиз The Walt Disney Company.
Выход World of Illusion Starring Mickey Mouse and Donald Duck состоялся 14 декабря 1992 года в Европе, 18 декабря того же года в Японии (где игра вышла под названием World of Illusion: I Love Mickey & Donald — Fushigi na Magic Box (яп. アイラブ ミッキー＆ドナルド ふしぎなマジックボックス)) и в марте следующего года в Северной Америке.

## Оценки и мнения
| Сводный рейтинг    | Сводный рейтинг |
| Агрегатор          | Оценка          |
| ------------------ | --------------- |
| MobyRank           | 83/100          |
| Иноязычные издания |                 |
| Издание            | Оценка          |
| ASM                | 11/12           |
| AllGame            | [ 3 ]           |
| GameFan            | 95/100          |
| Power Play         | 80 %            |
| Sega-16            | 8/10            |

Игра получила положительные отзывы от рецензентов. На сайте MobyGames средняя оценка составляет 83 балла из 100 возможных. Журналисты отмечали, что World of Illusion Starring Mickey Mouse and Donald Duck достаточно легко и быстро проходится, но это увлекательный и красочный платформер, который понравится детям.